# 尼崎市立立花小学校
尼崎市立立花小学校（あまがさきしりつ たちばなしょうがっこう）は、兵庫県尼崎市栗山町にある公立小学校。2019年（令和元年）5月1日現在の児童数は545名である。

## 沿革
- 1873年（明治6年）3月 - 学制発布によって現在の尼崎市三反田の西要寺にて保性小学校として開校。
- 1891年（明治24年）4月 - 第二次小学校令公布に伴い保性簡易小学校と改称。
- 1891年（明治24年）4月 - 町村制施行に伴う立花村発足により立花尋常小学校と改称。
- 1893年（明治26年）1月 - 現在地へ移転。
- 1906年（明治39年）4月 - 高等科併設に伴い立花尋常高等小学校と改称。
- 1934年（昭和9年）2月 - 立花第二尋常小学校（現在の尼崎市立塚口小学校）の開校に伴い立花第一尋常小学校と改称。
- 1941年（昭和16年）4月 - 国民学校令公布に伴い立花第一国民学校と改称。
- 1942年（昭和17年）2月 - 尼崎市と立花村の合併により、尼崎市立立花国民学校と改称。
- 1947年（昭和22年）4月 - 学校教育法施行に伴い尼崎市立立花小学校と改称。

## 校歌
- 吉沢義則作詞／西川一夫作曲

## 校区
- 栗山町1～2丁目、南塚口町1丁目26番、27番、6丁目1～9番、7～8丁目[2]

## 進路状況
ほとんどの児童は尼崎市立立花中学校へ進学するが、国私立中学校へ進学する児童もいる。

## 関係者
- 辛光洙（北朝鮮工作員、小学3年時に富山県の高岡市立下関国民学校へ転校）

## 校区が隣接している学校
- 尼崎市立立花北小学校
- 尼崎市立立花南小学校
- 尼崎市立名和小学校
- 尼崎市立上坂部小学校
- 尼崎市立塚口小学校
- 尼崎市立尼崎北小学校